# Пишкан, Иван Аникеевич
Иван Аникеевич Пишкан (1914—1974) — лётчик-ас, участник Великой Отечественной войны, майор Советской Армии, Герой Советского Союза (1943).

## Биография
Иван Пишкан родился 15 июня 1914 года в селе Потиевка (ныне — Белоцерковский район Киевской области Украины). После окончания семи классов школы работал в колхозе. В 1935 году Пишкан был призван на службу в Рабоче-крестьянскую Красную Армию. В ноябре 1937 года окончил Качинскую военную авиационную школу лётчиков. С начала Великой Отечественной войны — на её фронтах.
К концу октября 1943 года гвардии капитан Иван Пишкан командовал эскадрильей 31-го гвардейского истребительного авиаполка 6-й гвардейской истребительной авиадивизии 8-й воздушной армии 4-го Украинского фронта. К тому времени он совершил 421 боевой вылет, в воздушных боях сбив 16 вражеских самолётов лично и ещё 35 — в составе группы, по данным исследований М. Ю. Быкова на тот момент число подтвержденных побед было несколько меньше — 10 личных и 33 групповых.
Указом Президиума Верховного Совета СССР от 1 ноября 1943 года за «образцовое выполнение боевых заданий командования на фронте борьбы с немецкими захватчиками и проявленные при этом мужество и героизм» гвардии капитан Иван Пишкан был удостоен высокого звания Героя Советского Союза с вручением ордена Ленина и медали «Золотая Звезда» за номером 1279.
К 9 мая 1945 года гвардии майор И. А. Пишкан стал уже помощником командира по воздушно-стрелковой службе 73-го гвардейского истребительного авиаполка (6-я гвардейская ИАД, 5-я воздушная армия). Выполнил за годы войны 574 боевых вылета, провёл 88 воздушных боёв, в которых сбил лично (по подтвержденным данным) 15 и в группе 33 самолёта противника (по наградным документам сбил 20 самолётов лично и 35 в группе).
В 1946 году в звании майора Пишкан был уволен в запас. Проживал и работал в Ялте. Умер 15 января 1974 года, похоронен на Старом кладбище Ялты.
Был награждён двумя орденами Ленина, двумя орденами Красного Знамени, орденом Александра Невского и рядом медалей.